# Eucithara
Eucithara é um gênero de gastrópodes pertencente a família Mangeliidae.
Este gênero tem sido um conveniente depósito de lixo para muitas espécies do Indo-Pacífico. Falta ainda um estudo aprofundado e provavelmente ocorre polifilia, como mostram as rádulas das poucas espécies examinadas.

## Descrição
As espécies deste gênero apresentam uma concha fusiforme-torreada bastante sólida, esculpida por nervuras longitudinais arrojadas, encimada por densos fios espirais e decussada por um estriado radial ainda mais fino. A abertura é tão longa, ou mais longa, que o pináculo, fortificada externamente por uma variz robusta que ascende ao verticilo anterior, inclui um seio semicircular e estende uma borda livre sobre a boca. Dentro do lábio externo há uma série de cristas de entrada curtas, e a columela possui uma série correspondente de barras horizontais que entram profundamente.

## Distribuição
Este gênero tem uma ampla distribuição no Mar Vermelho, Golfo Pérsico, Oceano Índico, Oceano Pacífico, Mar da China Oriental; ao largo da Austrália (Território do Norte, Queensland, Tasmânia, Austrália Ocidental).

## Espécies
- Eucithara abakcheutos Kilburn, 1992
- Eucithara abbreviata (Garrett, 1873)
- Eucithara alacris Hedley, 1922
- Eucithara albivestis (Pilsbry, 1934)
- Eucithara amabilis (Nevill & Nevill, 1874)
- Eucithara angela (Adams & Angas, 1864)
- Eucithara angiostoma (Pease, 1868)
- Eucithara antillarum (Reeve, 1846)
- Eucithara arenivaga Hedley, 1922
- Eucithara articulata (Sowerby III, 1894)
- Eucithara bascauda (Melvill & Standen, 1896)
- Eucithara bathyraphe (Smith E. A., 1882)
- Eucithara bicolor (Reeve, 1846)
- Eucithara bisacchii (Hornung & Mermod, 1929)
- Eucithara brocha Hedley, 1922
- Eucithara caledonica (Smith E. A., 1882)
- Eucithara capillaris Kilburn & Dekker, 2008
- Eucithara capillata (Hervier, 1897)
- Eucithara castanea (Reeve, 1846)
- Eucithara cazioti (Preston, 1905)
- Eucithara celebensis (Hinds, 1843)
- Eucithara cincta (Reeve, 1846)
- Eucithara cinnamomea (Hinds, 1843)
- Eucithara columbelloides (Reeve, 1846)
- Eucithara compressicosta (Boettger, 1895)
- Eucithara coniformis (Reeve, 1846)
- Eucithara conohelicoides (Reeve, 1846)
- Eucithara coronata (Hinds, 1843)
- Eucithara crystallina (Hervier, 1897)
- Eucithara dealbata (R.P.J. Hervier, 1897)
- Eucithara debilis (Pease, 1868)
- Eucithara decussata (Pease, 1868)
- Eucithara delacouriana (Crosse, 1869)
- Eucithara diaglypha (Hervier, 1897)
- Eucithara dubiosa (Nevill & Nevill, 1875)
- Eucithara duplaris (Melvill, 1923)
- Eucithara edithae (Melvill & Standen, 1901)
- Eucithara elegans (Reeve, 1846)
- Eucithara ella (Thiele, 1925)
- Eucithara eumerista (Melvill & Standen, 1896)
- Eucithara fasciata (L.A. Reeve, 1846)
- Eucithara funebris (Reeve, 1846)
- Eucithara funiculata (Reeve, 1846)
- Eucithara fusiformis (Reeve, 1846)
- Eucithara gevahi Singer, 2012
- Eucithara gibbosa (Reeve, 1846)
- Eucithara gracilis (Reeve, 1846)
- Eucithara gradata (Nevill & Nevill, 1875)
- Eucithara grata (Smith E. A., 1884)
- Eucithara gruveli (Dautzenberg, 1932)
- Eucithara guentheri (Sowerby III, 1893)
- Eucithara harpellina (Hervier, 1897)
- Eucithara hirasei (Pilsbry, 1904)
- Eucithara interstriata (Smith E. A., 1876)
- Eucithara isophanes (R.P.J. Hervier, 1897)
- Eucithara isseli (Nevill & Nevill, 1875)
- Eucithara lamellata (Reeve, 1846)
- Eucithara lepidella (Hervier, 1897)
- Eucithara lota (Gould, 1860)
- Eucithara lyra (Reeve, 1846)
- Eucithara macteola Kilburn, 1992
- Eucithara makadiensis Kilburn & Dekker, 2008
- Eucithara marerosa Kilburn, 1992
- Eucithara marginelloides (Reeve, 1846)
- Eucithara milia (R.A. Philippi, 1851)
- Eucithara miriamica Hedley, 1922
- Eucithara monochoria Hedley, 1922
- Eucithara moraria Hedley, 1922
- Eucithara nana (Reeve, 1846)
- Eucithara nevilliana (Preston, 1904)
- Eucithara novaehollandiae (Reeve, 1846)
- Eucithara obesa (Reeve, 1846)
- Eucithara pagoda (May, 1911)
- Eucithara paucicostata (Pease, 1868)
- Eucithara perhumerata Kilburn & Dekker, 2008
- Eucithara planilabrum (Reeve, 1843)
- Eucithara pulchella (Reeve, 1846)
- Eucithara pulchra Bozzetti, 2009
- Eucithara pusilla (Pease, 1860)
- Eucithara ringens (Sowerby III, 1893)
- Eucithara rufolineata S. Higo & Y. Goto, 1993
- Eucithara seychellarum (Smith E. A., 1884)
- Eucithara solida (Reeve, 1846)
- Eucithara souverbiei (Tryon, 1884)
- Eucithara striatella (Smith E. A., 1884)
- Eucithara striatissima (Sowerby III, 1907)
- Eucithara stromboides (Reeve, 1846)
- Eucithara subglobosa (Hervier, 1897)
- Eucithara subterranea (P.F. Röding, 1798)
- Eucithara tenebrosa (Reeve, 1846)
- Eucithara trivittata (Adams & Reeve, 1850)
- Eucithara turricula (Reeve, 1846)
- Eucithara typhonota (Melvill & Standen, 1901)
- Eucithara typica (Smith E. A., 1884)
- Eucithara ubuhle Kilburn, 1992
- Eucithara unicolor Bozzetti, 2020
- Eucithara unilineata (Smith E. A., 1876)
- Eucithara vexillum (Reeve, 1846)
- Eucithara villaumeae Kilburn & Dekker, 2008
- Eucithara vitiensis (Smith E. A., 1884)
- Eucithara vittata (Hinds, 1843)

Espécies trazidas para a sinonímia
- Eucithara abyssicola (Reeve, 1846): sinônimo de Eucithara vittata (Hinds, 1843)
- Eucithara anna F.P. Jousseaume, 1883: sinônimo de Eucithara novaehollandiae (Reeve, 1846)
- Eucithara balansai J.C.H. Crosse, 1873: sinônimo de Eucithara angela (A. Adams & G.F. Angas, 1864)
- Eucithara basedowi Hedley, 1918: sinônimo de Pseudanachis basedowi (Hedley, 1918)
- Eucithara biclathrata S.M. Souverbie in S.M. Souverbie & R.P. Montrouzier, 1872: sinônimo de Eucithara vittata (Hinds, 1843)
- Eucithara brevis W.H. Pease, 1867: sinônimo de Eucithara coronata cithara (A.A. Gould, 1851)
- Eucithara butonensis (Schepman, 1913): sinônimo de Cytharopsis butonensis (Schepman, 1913)
- Eucithara capillacea (Reeve, 1846): sinônimo de Eucithara coronata (Hinds, 1843)
- Eucithara chionea J.C. Melvill & R. Standen, 1899: sinônimo de Eucithara coronata (Hinds, 1843)
- Eucithara citharella E.A. Smith, 1876: sinônimo de Eucithara lyra (Reeve, 1846)
- Eucithara compta (Adams & Angas, 1864): sinônimo de Marita compta (A. Adams & Angas, 1864)
- Eucithara coniformis S.M. Souverbie, 1875: sinônimo de  Eucithara souverbiei (Tryon, 1884)
- Eucithara crassilabrum (Reeve, 1846): sinônimo de Eucithara novaehollandiae (Reeve, 1846)
- Eucithara cylindrica (Reeve, 1846): sinônimo de Gingicithara cylindrica (Reeve, 1846)
- Eucithara daedalea W.H. Pease, 1867: sinônimo de Eucithara debilis (Pease, 1868)
- Eucithara deliciosa K.H. Barnard, 1959: sinônimo de Pseudorhaphitoma ichthys (Melvill, J.C., 1910)
- Eucithara effosa P.F. Röding, 1798: sinônimo de  Eucithara subterranea (P.F. Röding, 1798)
- Eucithara eupoecila R.P.J. Hervier, 1897: sinônimo de Eucithara coronata (Hinds, 1843)
- Eucithara euselma (Melvill & Standen, 1896): sinônimo de Gingicithara notabilis (E. A. Smith, 1888)
- Eucithara glariosa (A.A. Gould, 1860): sinônimo de Cythara glareosa Gould, A.A., 1860
- Eucithara guestieri (Souverbie, 1872): sinônimo de Eucithara novaehollandiae (L.A. Reeve, 1846)
- Eucithara hornbeckii L.A. Reeve, 1846: sinônimo de Eucithara coronata (Hinds, 1843)
- Eucithara hypercalles Melvill, J.C., 1898: sinônimo de Eucithara fusiformis (Reeve, 1846)
- Eucithara iota A.A. Gould, 1860: sinônimo de Eucithara lota (Gould, 1860)
- Eucithara lyrica (Reeve, 1846 in 1843-65): sinônimo de Gingicithara lyrica (Reeve, 1846)
- Eucithara matakuana (Smith, 1884): sinônimo de Eucithara delacouriana (Crosse, 1869)
- Eucithara onager (S.M. Souverbie, 1875): sinônimo de Eucithara conohelicoides (L.A. Reeve, 1846)
- Eucithara optabilis G.B. III Sowerby, 1907: sinônimo de Eucithara coronata (Hinds, 1843)
- Eucithara pallida (Reeve, 1846): sinônimo de Eucithara coronata (Hinds, 1843)
- Eucithara pellucida (Reeve, 1846): sinônimo de Citharomangelia pellucida (Reeve, 1846)
- Eucithara phyllidis Hedley, 1922: sinônimo de Anacithara phyllidis (Hedley, 1922)
- Eucithara pura H.A. Pilsbry, 1904: sinônimo de Eucithara albivestis (H.A. Pilsbry, 1934)
- Eucithara porcellanea (Kilburn, 1992): sinônimo de Leiocithara Hedley, 1922
- Eucithara pygmaea G.B. Sowerby, 1846: sinônimo de Eucithara isseli (Nevill & Nevill, 1875)
- Eucithara quadrilineata (G. B. Sowerby III, 1913): sinônimo de Citharomangelia quadrilineata (G. B. Sowerby III, 1913)
- Eucithara raffini R.P.J. Hervier, 1897: sinônimo de Eucithara unilineata (Smith E. A., 1876)
- Eucithara reticulata (Reeve, 1846): sinônimo de Eucithara obesa (Reeve, 1846)
- Eucithara rubrocincta E.A. Smith, 1882: sinônimo de Eucithara vittata (Hinds, 1843)
- Eucithara semizonata (Hervier, 1897): sinônimo de Eucithara coronata (Hinds, 1843)
- Eucithara signa J.C. Melvill & R. Standen, 1896, 1897: sinônimo de  Eucithara eumerista (Melvill & Standen, 1896)
- Eucithara stellatomoides (Shuto, 1883): sinônimo de Antiguraleus stellatomoides Shuto, 1983
- Eucithara subgibbosa (Hervier, 1897): sinônimo de Eucithara coronata (Hinds, 1843)
- Eucithara triticea L.A. Reeve, 1843: sinônimo de Eucithara angiostoma (W.H. Pease, 1868)
- Eucithara unifasciata (G.P. Deshayes, 1834) : sinônimo de Mangelia unifasciata (Deshayes, 1835)
- Eucithara waterhousei (Smith E. A., 1884) : sinônimo de Eucithara coronata (Hinds, 1843)
- Eucithara zonata (Reeve, 1846): sinônimo de Eucithara coronata (Hinds, 1843)

O Indo-Pacific Molluscan Database adiciona os seguintes nomes em uso atual à lista.
- Eucithara cinnamomea cinnamomea (Hinds, 1843-g)
- Eucithara cithara (Gould, 1851): sinônimo de Eucithara coronata cithara (A.A. Gould, 1851)
- Eucithara gracilis gracilis (Reeve, 1846 in 1843-65)
- Eucithara gracilis striolata (Bouge & Dautzenberg, 1914)